# Salmon, Booz et Jobed

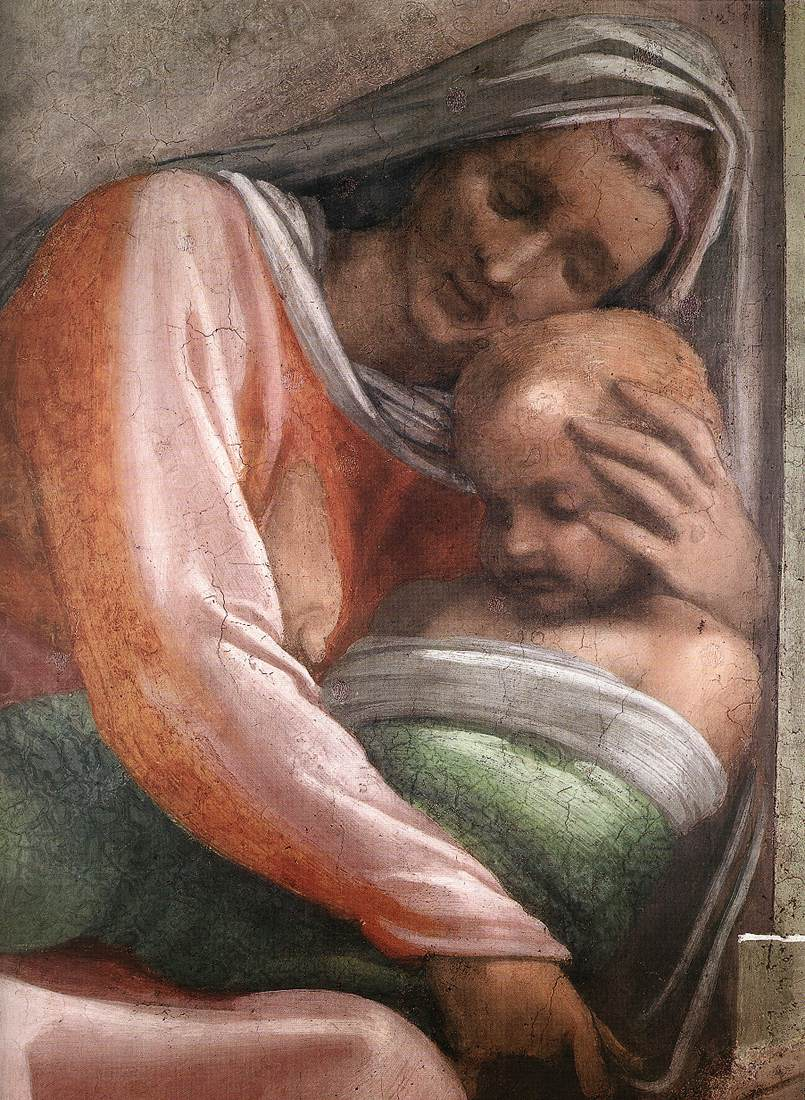
Détail.

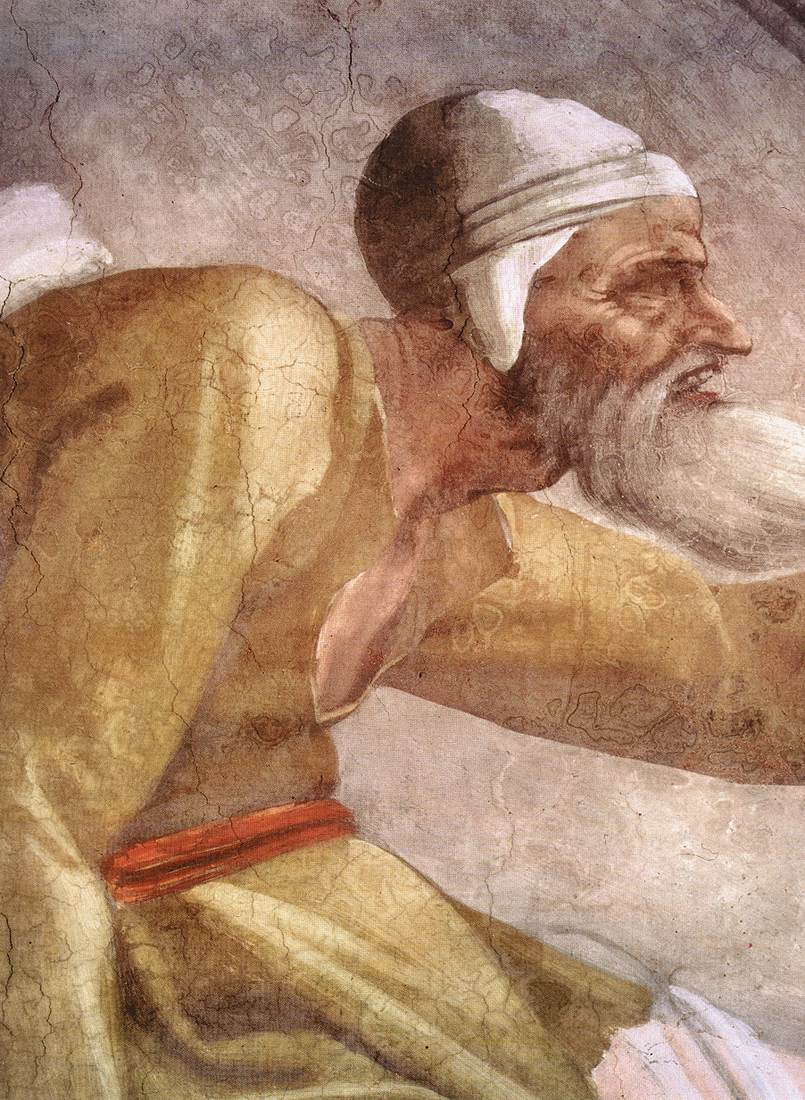
Détail.

Salmon, Booz et Jobed, est une  fresque réalisée sur une lunette  par Michel-Ange vers 1511-1512, et fait partie de la décoration des murs de la chapelle Sixtine dans les Musées du Vatican  à Rome. Elle a été réalisée dans le cadre des travaux de décoration de la voûte, commandés par Jules II .

## Histoire
Les lunettes, qui contiennent la série des Ancêtres du Christ, ont été réalisées, comme le reste des fresques de la voûte, en deux phases, à partir du mur du fond, en face de l'autel. Les derniers épisodes, d'un point de vue chronologique, des histoires ont donc été les premiers à être peints. À l'été 1511, la première moitié de la chapelle devait être achevée, nécessitant le démontage de l'échafaudage et sa reconstruction dans l'autre moitié. La deuxième phase, qui a débuté en octobre 1511, s'est terminée un an plus tard, juste à temps pour le dévoilement de l'œuvre la veille de la Toussaint 1512.
Parmi les parties les plus noircies de la décoration de la chapelle, les lunettes ont été restaurées avec des résultats étonnants en 1986.
La lunette de Salmon, Booz et Jobed est probablement la douzième (sur seize) à être peinte par Michel-Ange, la quatrième après le remontage de l'échafaudage en bois.

## Description et style
Les lunettes suivent la généalogie du Christ à partir de l'Évangile selon Matthieu. Salmon, Booz et Jobed sont représentés dans la deuxième lunette du mur de droite en partant de l'autel ; l'un des trois personnages, mais on ne sait pas exactement lequel, est représenté dans le groupe familial du voûtain au-dessus.
Elle est organisée avec un groupe de personnages sur chaque moitié, entrecoupé du cartouche avec les noms des protagonistes écrits en capitales romaines :«  SALMON / BOOZ / OBETH ». Dans les lunettes de la deuxième partie du chantier, la plaque a une forme simplifiée, sur l'insistance du pape qui voulait une conclusion rapide des travaux.
La couleur de fond de ces scènes est également différente, plus claire, avec des figures plus grandes et une exécution plus rapide et plus fluide. L'agrandissement des proportions est un dispositif optique, conçu pour ceux qui se déplaçaient dans la chapelle de la porte à l'autel (comme dans les processions solennelles), qui amplifie de façon illusionniste la taille de l'espace.
L'identification de Booz comme étant le personnage de droite, est traditionnelle, basée uniquement sur des liens fragiles, puisque dans la Bible il est écrit qu'il s'est réjouis dans sa vieillesse de la naissance de Jobed : le fils serait donc représenté dans les bras de sa mère Ruth dans la moitié gauche.
La femme a les yeux fermés, prise par la tendre étreinte de son fils endormi en langes, en fait beaucoup plus âgé qu'un nouveau-né. Le sein dépasse toujours de la robe, rappelant l'allaitement qui vient de se terminer : par le passé, le détail, jugé peu approprié, a été masqué par une retouche qui a été supprimée lors de la récente restauration. Sa robe est composée d'une longue tunique rouge avec un voile vert terne, qui tombe également sur ses épaules. Elle a un manteau rose sur les jambes. L'emmaillotage du bébé est d'un vert plus intense que celui du voile de la mère, et blanc. Le groupe mère-enfant est parmi les plus doux de la série et contraste fortement, par l'attitude et les tons chromatiques, avec le vieillard à droite, représenté de profil, assis, une main sur le socle et de l'autre tenant un bâton où une tête barbue ressemble à son portrait. Il est tout penché, avec une barbe blanche qui se projette curieusement vers l'avant, et un regard qui exprime la colère. Il porte une courte tunique jaune sur un pantalon et des sandales roses ; sur la tête, il a un bonnet blanc, et sur le dos, il tient un fardeau ou un chapeau blanc à larges bords, tandis que sa ceinture avec une fiole suspendue, est nouée à la taille. Une écharpe grise lui tombe sur la jambe et s'enroule autour du bâton. Ces objets permettraient de l'identifier comme pèlerin. Bien que Michel-Ange ait caractérisé la figure comme celle d'un vieil homme, avec un visage ridé et une barbe blanche, il n'a pas renoncé à le doter d'un corps musclé et souple, comme on le voit bien dans les jambes qui sont athlétiques.
Une figure semblable à celle du vieillard apparaît avec le même bâton dans le carnet dit d'Oxford conservé à l'Ashmolean Museum, et une étude des mains figure sur une deuxième feuille. Sur une autre page, il y a aussi un croquis de la mère, qui se trouve à côté de celle du jeune homme endormi dans la lunette de Roboam et Abia et de la femme qui se « coiffe » dans celle d'Amminadab.